# Oscar Larroca (Tangosänger)
Oscar Larroca (Oscar Antonio Moretta; * 5. Juli 1922 in Buenos Aires; † 26. August 1976) war ein argentinischer Tangosänger.

## Leben und Wirken
Larroca spielte seit seiner Kindheit Gitarre und absolvierte am Conservatorio Nacional de Música eine Ausbildung als Gitarrenlehrer. Als Jugendlicher begann er ein Gesangsstudium und begleitete sich dann als Sänger selbst auf der Gitarre. Anfang der 1940er Jahre debütierte er bei der täglichen Show Matinée de Juan Manuel von Radio Mitre und trat danach dort über drei Jahre mit den Gitarristen Pascual Avena, Enrique Maciel und Vicente Demasi auf. 1945 engagierte ihn Domingo Federico auf Empfehlung Carmelo Santiagos als zweiten Sänger neben Carlos Vidal für sein Orchester. Mit diesem debütierte er bei Radio Mitre, und es entstanden Aufnahmen mit ihm als Solist und im Duo mit Vidal. Er trat mit dem Orchester in Clubs und Theatern und auch in dem Film Otra cosa auf.
Ende 1948 engagierte ihn Osvaldo Manzi als Sänger neben Roberto Ray. Sein Orchester wurde aber bereits 1949 aufgelöst, und Larroca wechselte zu Roberto Caló, mit dem er einige Titel aufnahm. 1951 führt ihn Víctor Braña bei Alfredo De Angelis ein, der nach dem Ausscheiden von Julio Martel einen neuen Sänger für das Gesangsduo seines Orchesters mit Carlos Dante suchte. Er debütierte mit De Angelis’ Orchester im April 1951 im Glostora tango club von Radio Belgrano, und bereits im Mai des Jahres entstanden die ersten Aufnahmen.
1957 trennte sich Dante von De Angelis, und 1958 folgte ihm Larroca. Beide debütierten danach gemeinsam als Dante-Larroca y su agrupación im La Querencia, traten in der Tango Bar, La Armonía und im Maipú Pigall auf und tourten durch Argentinien, Chile und Uruguay. Beim Label Voxor nahmen sie 1959 den Walzer Mi rosa Margarita auf. Danach trennten sie sich. Larroca wurde zu den Gedenkveranstaltungen zum 25. Jahrestag des Todes von Carlos Gardel nach Kolumbien eingeladen. Dort trat er bei Radio Antioquía mit einem Orchester unter Leitung von Joaquín Mora auf.
Später trat er in Chile u. a. bei Radio Minería auf. Da in Argentinien inzwischen der Tango durch Musiker wie Palito Ortega, Leo Dan, Johny Tedesco und Jolly Land im Hörfunk, Fernsehen und bei den Plattenlabels in den Hintergrund gedrängt wurde, lebte und arbeitete Larroca in den Folgejahren in Kolumbien, Venezuela, Ekuador, Chile und Peru. Bei Sonolux in Kolumbien nahm er eine LP mit dem Orchester Juan Carlos Beras auf. In Buenos Aires trat er gelegentlich in den letzten verbliebenen Tangolokalen und den Fernsehsendungen El tango del millón, Sábados circulares und Grandes valores del tango auf. Beim Label Magenta nahm er mit den Quartett Miguel Nijensohns auf. 1975 nahm er seine letzte LP beim Label Alfa mit dem Orchester Jorge Dragones auf, die in Kolumbien, Ekuador, Brasilien und Peru erschien. Als Komponist trat Larroca mit Titeln wie Juana milonga, señora, No me dejes corazón und dem Walzer Engañándonos, der in der Interpretation Bienvenido Cárdenas berühmt wurde, hervor.

## Aufnahmen
- Pasaje de mi vida
- Zapatos
- Tango del querer
- Voz de barrio
- Un tal Medina (von Roberto Garza und Carlos Bahr)
- Te espero en Rodríguez Peña (von Carlos Waiss)
- Para usted amigo
- El metejón
- Che bandoneón
- Porque me das dique
- Flor de fango
- Llevátelo todo
- Almagro (von Vicente San Lorenzo)
- Medallita de la suerte
- Zorro gris
- Volvamos a empezar
- Mi rosa Margarita